# Dorosoma petenense
Il Dorosoma petenense è un piccolo pesce pelagico comune in fiumi e bacini degli Stati Uniti sud-orientali. Esso ha una lunga spina dorsale e il suo muso termina con le mascelle appaiate. Le pinne del Dorosoma petenense spesso sono di colore giallo, specialmente la pinna caudale.
Il D. petenense si trova più spesso in acque correnti e raramente lo si trova in profondità. Vive in grossi branchi e può essere visto in superficie all'alba e al tramonto. Esso può raggiungere una lunghezza di 200 mm, ma solo raramente. Questo pesce è molto sensibile ai cambiamenti di temperatura e all'ossigeno in soluzione, e i decessi sono frequenti in tarda estate e in autunno, quando la temperatura scende al di sotto dei 5 ºC. Il D. petenense è il cibo preferito per molti pesci tra i quali il persico spigola, il persico trota, il Micropterus dolomieu e il pesce gatto. Questo pesce è ampiamente introdotto negli Stati Uniti come mangime per pesci da pesca.

## Distribuzione geografica
Il D. petenense è originario degli Stati Uniti d'America, a ovest della parte orientale dei Monti Appalachi. Queste specie tendono a vivere in ampi laghi e fiumi. La costruzione di dighe ha creato più bacini, fornendo più masse d'acqua dolce come habitat per i D. petenensi. Ciò ha ampliato la gamma di luoghi adatti allo sviluppo di questo pesce, come l'incremento della temperatura nei laghi del nord.

## Ecologia
L'adulto può raggiungere fino a 8" in lunghezza, ma la maggior parte di loro sono lunghi circa 1". Esso si nutre di plankton vicino alla superficie dell'acqua nella tarda giornata. Esso è una fonte molto importante di cibo per molti pesci da pesca. Si sa poco di specie concorrenti, ma una specie nota per avere uno stile di vita simile è il Dorosoma cepedianum. Il D. petenense vive una vita pelagica in bacini e per la maggior parte in acque con forti correnti.

## Storia della vita
Il D. petenense depone le sue uova in primavera e in inizio estate quando la temperatura supera i 60° Fahrenheit.
Una seconda deposizione spesso si verifica all'inizio dell'autunno. Essa avviene di primo mattino in una idonea vegetazione. Le uova aderisco a oggetti sommersi e fluttuanti. Le femmine depongono da 2000 a 24000 uova. Giovani e adulti si nutrono di una varietà di organismi del plancton e di avanzi organici. Molti ricercatori credono che il D. petenense competa per il plancton con specie predatorie giovani di età inferiore a un anno, specialmente il persico trota. L'aspettativa di vita raramente eccede i 2 o 3 anni.

## Trattamento corrente
Molte popolazioni di questa specie sono state introdotte dall'uomo nel lontano nord, con il risultato di un'ampia mortalità quando la temperatura scende al di sotto dei 42 °F. Questa moria condiziona uomini e animali selvatici. Una marea di pesci morti si arena sulle rive, creando un forte odore sgradevole per l'uomo. Questa moria fornisce anche un'innaturale fonte di cibo per qualche specie di volatile. Questa specie di pesci non deve essere trapiantata in acque la cui temperatura scenda al di sotto dei 42 °F. Queste specie non sono in pericolo di estinzione e la loro popolazione è relativamente sana.